# Kavaratti
Kavaratti (hindi कवरत्ती, trb.: Kawaratti, trl.: Kavāratti; malajalam കവരത്തി; ang. Kavaratti) – miasto w Indiach, ośrodek administracyjny terytorium związkowego Lakszadiwy, leżące na atolu o tej samej nazwie, położonym na Oceanie Indyjskim na zachód od kontynentalnych Indii. Według danych z 2001 roku liczy 10 113 mieszkańców. 55% populacji stanowią mężczyźni.